# Strigoplus
Strigoplus es un género de arañas cangrejo de la familia Thomisidae.

## Especies
- Strigoplus albostriatus Simon, 1885
- Strigoplus bilobus Saha & Raychaudhuri, 2004
- Strigoplus guizhouensis Song, 1990
- Strigoplus moluri Patel, 2003
- Strigoplus netravati Tikader, 1963